# Hermannskarspitze
La Hermannskarspitze est une montagne qui s'élève à 2 472 m d'altitude. Elle est située dans les Alpes d'Allgäu, dans le Tyrol en Autriche.